# Rio Chilia (Bistriţa)
O Rio Chilia é um rio da Romênia, afluente do Bistriţa, localizado no distrito de Suceava.